# Tomasz Wójtowicz (Fußballspieler)
Tomasz Wójtowicz (* 19. Dezember 2003 in Katowice) ist ein polnischer Fußballspieler, der als linker Außenstürmer spielt.

## Karriere

### Verein
Wójtowicz begann seine Jugendkarriere bei verschiedenen Vereinen, darunter Ruch Chorzów und UKS Ruch Chorzów. Seine Karriere im Männerbereich begann bei Ruch Chorzów, bei denen er seit 1. Juli 2020 aktiv ist.
Tomasz machte alle drei Aufstiege in Folge von Chorzów mit und kam so zu Einsätzen in der vierthöchsten Spielklasse bis zur höchsten Spielklasse, der Ekstraklasa. Sein Debüt für Chorzów machte er am 27. März 2021 mit 17 Jahren in der 4. polnischen Liga gegen MKS Kluczbork, das Spiel konnte mit 4:1 gewonnen werden.
Im Sommer 2024 wechselte Wójtowicz zu Lechia Gdańsk.

### Nationalmannschaft
Wójtowicz ist seit 2022 Teil der polnischen U21-Nationalmannschaft.

## Erfolge

### Verein
Ruch Chorzów
- Aufstieg in die 3. Fußball-Liga (Polen) Saison 2020/21
- Aufstieg in die 2. Liga (Polen) Saison 2021/22
- Aufstieg in die Ekstraklasa Saison 2022/23